# Бибиков, Пётр Васильевич
Пётр Васильевич Бибиков (1909, Славянск — ?) — советский механик-конструктор, лауреат Ленинской премии (1963).

## Биография
Родился в 1909 году в городе Славянск.
В 1932 году окончил Харьковский машиностроительный техникум.
Послужной список:
- 1928—1932 годах работал на Харьковском машиностроительном заводе;
- 1932—1941 и 1946—1949 — механик Новокраматорского машиностроительного завода;
- 1941—1946 служба в РККА;
- 1949—1963 — руководитель группы Электростальского завода тяжёлого машиностроения, главный инженер проектов;
- с 1963 года — руководитель группы в СКБ киевского завода «Большевик».

## Награды
- Ленинская премия (1963) — за участие в создании типового высокоскоростного агрегата непрерывной печной сварки труб;
- орден Отечественной войны I степени (1985).